# Edward De Saegher
Edward De Saegher (Lichtervelde, 21 februari 1875 – Roeselare, 26 juli 1939) was een Belgisch rooms-katholiek priester. Hij was superior van het Klein Seminarie en meer dan 25 jaar deken van Roeselare. Hij oefende een grote invloed uit op het politieke en sociale leven in de stad, vooral achter de schermen. 

## Levensloop
Edward De Saegher was doctor in de wijsbegeerte en godgeleerdheid. Hij was eerst priester te Doornik en nadien kapelaan in Pittem. In 1903 werd hij leraar aan het Klein Seminarie te Roeselare. Enkele jaren later werd hij al superior van het college. Hij versoepelde er het gebruik van de moedertaal in de lessen en de gebeden. Op 26 januari 1913 volgde hij deken Loys op. Hij zou 26 jaar deken van Roeselare blijven. Een van zijn eerste verwezenlijkingen als deken was de oprichting van een steunfonds voor de vele arbeiders die door de lock-out in de stad in armoede leefden. Een twintigtal textielbedrijven had de deuren gesloten in de hoop een aanslepende stakingsactie te doorbreken.  
De Saegher volgde de mystiek getinte spiritualiteit van paus Pius X. Zijn boek ‘Bidden en strijden’ uit 1906 is daar een voorbeeld van. Centraal in deze spirituele beweging stond de verering van het Heilig Hart van Jezus. In 1913 wijdde hij de Sint-Michielsparochie aan het Heilig Hart van Jezus toe. In 1925 bekwam hij dat het stadsbestuur de hele stad aan het Heilig Hart toewijdde uit dank voor de bevrijding na de Eerste Wereldoorlog. De bevrijdingsfeesten en toewijding in 1925 vormden het startpunt van de jaarlijkse Heilig-Hartprocessie in die stad. Er zouden in het decanaat tal van Heilig-Hartbonden opgericht worden. In 1929 zou bijvoorbeeld ook Beveren (Roeselare) aan het Heilig Hart toegewijd worden.
Onder De Saegher kwamen er in het zuiden van Roeselare twee nieuwe parochies bij. De eerste was logischerwijs de Heilig-Hartparochie die in 1930 werd opgericht. De gelijknamige kerk aan de Hippoliet Spilleboutdreef werd in 1932 al afgewerkt. Enkele jaren later werd de Sint-Jozefsparochie in de buurt opgericht. De parochie werd in 1937 gesticht, maar de kerk zou pas na de Tweede Wereldoorlog opgericht worden. De kerk vormde het middelpunt van een nieuwe woonwijk die aanvankelijk het 'Kanunnik Deken De Saegherkwartier' genoemd werd. Later werd dit gewoon het 'Sint-Jozefskwartier', maar het centrale plein rond de Sint-Jozefskerk heeft nog steeds het 'Deken De Saegherplein'.
De Saegher was in 1935 samen met Mgr. Lamiroy een van de oprichters van de Vrije Middelbare School Roeselare, als weerwerk tegen de geplande komst van een rijksmiddelbare school in de stad. Hij kreeg in 1937 de titel van ere-kanunnik. De Saegher was tijdens het Interbellum een van de leidende politieke krachten in Roeselare. Hoewel hij geen eigen politiek mandaat uitoefende, had hij achter de schermen een enorme invloed op het katholieke stadsbestuur. 
Edward De Saegher werd in 1939 na zijn overlijden als deken opgevolgd door Adolf Quaegebeur. 